# Die Schwester der Königin
Die Schwester der Königin (Originaltitel: The Other Boleyn Girl) ist ein britisches Historiendrama aus dem Jahr 2008. Regie führte Justin Chadwick, das Drehbuch schrieb Peter Morgan anhand des gleichnamigen Romans von Philippa Gregory.

## Handlung
Mary Boleyn heiratet 1520 William Carey. Kurz nach der Hochzeit wird ihrer Schwester Anne Boleyn von den Eltern berichtet, dass bald der König von England, Henry VIII., bei ihnen im Haus erscheinen wird. Anne soll ihn verführen und seine Mätresse werden, denn das würde der Familie mehr Anerkennung und Anne eine Vermählung mit einem Herzog oder Grafen einbringen. Des Königs Frau, Katharina von Aragon, hat gerade ein Kind verloren, und dem Königspaar ist nur eine Tochter geblieben. Deswegen wäre es jetzt besonders günstig, eine Mätresse zu werden. Doch als der König sich beim Jagen mit Anne eine Verletzung zuzieht, richtet er seine Augen auf Annes bereits verheiratete Schwester Mary. Anne ist wütend.
Mary wird zum Hof geladen, um zusammen mit Anne eine Hofdame Katharinas zu werden. Insgeheim wird Mary die neue Mätresse von Henry. Anne heiratet unterdessen einen Herzog, der aber schon einer anderen versprochen wurde. Die Ehe wird aufgelöst, und Anne wird nach Frankreich geschickt, um dort zu lernen. Kurze Zeit später erwartet Mary ihr erstes Kind vom König und wird bettlägerig wegen der mangelnden Hygiene. Jetzt wird Anne an den Hof geschickt, um den König zu unterhalten – und ihn stets an Mary zu erinnern. Sie entwickelt jedoch einen grausamen Plan: Sie will Henry für sich selbst erobern und Mary und ihr Kind aufs Land schicken. Anne hat Erfolg: Als Marys Sohn geboren wird, wendet sich Henry aufgrund seiner Liebe zu Anne von Mary ab. Mary wird mit ihrem Kind fortgeschickt und soll nicht wieder zurückkommen.
Anne weigert sich, mit Henry zu schlafen, bis er sich von seiner Frau trennt. Doch dies ist in der katholischen Kirche schwer möglich. Deswegen wendet sich der König, der dringend einen männlichen Thronerben braucht, vom Papst ab und trennt die englische Kirche von Rom. Er wird vom Papst letztlich exkommuniziert, Katharina wird weggeschickt. Anne erwartet ein Kind, doch statt eines erhofften Jungen wird ein Mädchen geboren, das Elizabeth genannt wird. Henry wendet sich anschließend langsam von Anne ab. Sie holt ihre Schwester wieder an den Hof, sie soll ihr jetzt behilflich sein. Anne wird noch einmal schwanger, doch sie verliert das Kind nach kurzer Zeit. Sie ist verzweifelt und bittet ihren Bruder George, mit ihr zu schlafen, damit sie noch einmal schwanger werden kann. Er stimmt nach Zögern zu, doch als sie zusammen sind, sagt er ihr, dass er es doch nicht machen könne. Anne akzeptiert das. Georges eifersüchtige Frau Jane Parker beobachtet sie im Bett und verrät dem König, was sie gesehen hat.
Henry klagt Anne daraufhin des Hochverrats und des Ehebruchs an. Mary, die unterdessen noch einmal aufs Land zurückgekehrt ist, kommt wieder zum Hof, als sie von der Festnahme von Anne und George hört. Sie versucht Henry zu überreden, Anne nicht hinzurichten, da er schon George hat köpfen lassen und da ihr ihre Schwester etwas bedeutet. Der König ist zögerlich, aber stimmt zunächst zu. An dem Tag, an dem Anne geköpft werden soll, schickt Henry Mary einen Brief, in dem er schreibt, dass er sie liebe und sie deshalb verschone, sie aber nie wieder zurück an den Hof kommen soll. Er schreibt weiterhin, dass er ihre Bitte um Annes Leben doch nicht erfüllen kann. So muss Mary zusehen, wie Anne geköpft wird. Nach Annes Hinrichtung läuft Mary durchs Schloss, nimmt das Baby Elizabeth mit sich und flüchtet aus dem Schloss.
In der letzten Szene läuft Mary wie in der Anfangsszene durch ein Feld. Neben ihr läuft ihr neuer Mann, William Stafford. Vor ihnen spielen ihre beiden Kinder Catherine und Henry. Es ist noch ein drittes Kind zu sehen. Es hat rote Locken. Im Epilog steht, dass das Mädchen mit den roten Locken Annes Tochter Elizabeth sei und sie lange Zeit später Königin von England werden werde.

## Kritiken
Daniel Kothenschulte schrieb in der Frankfurter Rundschau vom 6. März 2008, die „Erweiterung der Perspektive auf die ältere Schwester“ von Anne Boleyn sei der „Coup der Geschichte“, der gleichzeitig Scarlett Johansson „eine nennenswerte Rolle“ bringe. Das Drehbuch sei „süffisant“ und erinnere an „einen Kostümfilm aus alten Hollywoodtagen“. Damit die Liebe „der schönen Hauptdarstellerin“ plausibler wirke, habe man den König weniger blutrünstig dargestellt, was ihn „vom Handlungsträger zu einer blassen, uninteressanten Figur“ mache. Der Film sei „in Justin Chadwicks schnörkelloser Regie ebenso mühelos anzusehen wie nachher auch wieder zu vergessen“.
Susanne Ostwald schrieb in der Neuen Zürcher Zeitung vom 6. März 2008, der Film nehme sich „gewisse künstlerische Freiheiten mit der historischen Wahrheit“ heraus, er biete jedoch „einen durchaus reizvollen Ansatz zu einer bekannten Geschichte“, „indem er sie aus der wechselnden Perspektive der beiden Schwestern“ erzähle. Der Regisseur schaffe „grosses Kostümkino“ und „eine stimmige Atmosphäre“ mit einem „Starensemble als Zugpferde seines sehenswerten, aber letztlich konventionellen Historienfilms“.
Die Redaktion von www.kino.de bezeichnete den Film als eine „opulente Historientragödie“. Die Zeitschrift TV Spielfilm schrieb, der Film sei ein „Puzzle aus Verrat, Leidenschaft und Liebe“. Die Redaktion des Bayerischen Rundfunks zählt den Film zu den „Kino-Highlights 2008“.

## Auszeichnungen
Scarlett Johansson wurde im Jahr 2008 für den Teen Choice Award nominiert.
Die Deutsche Film- und Medienbewertung FBW in Wiesbaden verlieh dem Film das Prädikat wertvoll.

## Hintergründe
Als die Besetzung fest stand, kritisierten die britischen Medien, dass die Hauptrollen mit Ausländern besetzt wurden. Es wurde versichert, dass sie mit britischem Akzent sprechen würden.
Der Film wurde in verschiedenen Orten in England, z. B. Lacock, sowie in den Elstree-Studios von September 2006 bis Dezember 2006 gedreht. Einige Szenen wurden im August und im September 2007 neu gedreht. Die Produktionskosten betrugen schätzungsweise 20 Millionen Pfund Sterling (ca. 25,8 Mio. Euro).
Die Weltpremiere fand am 15. Februar 2008 auf der Berlinale 2008 statt. Die breite Kinoveröffentlichung begann in den USA am 29. Februar 2008, in Deutschland am 6. März 2008 und in Großbritannien folgte die Veröffentlichung in den Kinos am 7. März 2008. Der Film spielte weltweit ca. 73,56 Millionen US-Dollar ein, darunter ca. 26,81 Millionen US-Dollar in den Kinos der USA.
Bereits 2003 verfilmte die BBC den Roman unter dem gleichen Titel (deutsch: Die Geliebte des Königs) als Fernsehfilm, mit Natascha McElhone als Maria, Jodhi May als Anne und Jared Harris als Heinrich.